# Aridefferia coulei
Aridefferia coulei là một loài ruồi trong họ Asilidae. Aridefferia coulei được Wilcox miêu tả năm 1966. Loài này phân bố ở vùng Tân Bắc giới.